# Electro Glide in Blue
Electro Glide in Blue è il secondo album in studio del gruppo musicale britannico Apollo 440, pubblicato nel 1997.
Il titolo è una citazione da un film di James William Guercio, che a sua volta faceva riferimento alle stereotipate motociclette dei poliziotti stradali americani.

## Tracce
1. Stealth Sonic Orchestra - Stealth Overture (feat. Elizabeth Gray) – 1:00
2. Ain't Talkin' 'bout Dub – 4:30
3. Altamont Super-Highway Revisited – 6:33
4. Electro Glide in Blue – 8:36
5. Vanishing Point – 7:27
6. Tears of the Gods – 6:18
7. Carrera Rapida – 6:48
8. Krupa – 6:15
9. White Man's Throat – 4:54
10. Stealth Sonic Orchestra - Pain in Any Language (feat. Billy MacKenzie) – 8:40
11. Stealth Sonic Orchestra - Stealth Mass in F#m (feat. Elizabeth Gray) – 6:35
12. Raw Power – 3:50